# Nagy-Britannia az 1972. évi téli olimpiai játékokon
Nagy-Britannia a japán Szapporóban megrendezett 1972. évi téli olimpiai játékok egyik részt vevő nemzete volt. Az országot az olimpián 7 sportágban 37 sportoló képviselte, akik érmet nem szereztek.

## Alpesisí
Férfi
| Versenyző          | Versenyszám      | Selejtező     | Selejtező     | Döntő          | Döntő         | Döntő         | Döntő         | Döntő      | Döntő      |
| Versenyző          | Versenyszám      | Selejtező     | Selejtező     | 1. futam       | 1. futam      | 2. futam      | 2. futam      | Összesítés | Összesítés |
| Versenyző          | Versenyszám      | Idő           | Hely.         | Idő            | Hely.         | Idő           | Hely.         | Idő        | Helyezés   |
| ------------------ | ---------------- | ------------- | ------------- | -------------- | ------------- | ------------- | ------------- | ---------- | ---------- |
| Konrad Bartelski   | Lesiklás         |               |               |                |               |               |               | 2:02,71    | 43.        |
| Konrad Bartelski   | Műlesiklás       | kizárták      | kizárták      | nem ért célba  | nem ért célba | kiesett       | kiesett       | kiesett    | kiesett    |
| Konrad Bartelski   | Óriás-műlesiklás |               |               | nem ért célba  | nem ért célba | kiesett       | kiesett       | kiesett    | kiesett    |
| Iain Finlayson     | Lesiklás         |               |               |                |               |               |               | 2:06,50    | 50.        |
| Iain Finlayson     | Műlesiklás       | kizárták      | kizárták      | 1:06,86        | 40.           | 1:03,69       | 28.           | 2:10,55    | 28.        |
| Iain Finlayson     | Óriás-műlesiklás |               |               | 1:45,88        | 46.           | nem ért célba | nem ért célba | kiesett    | kiesett    |
| Alex Mapelli-Mozzi | Lesiklás         |               |               |                |               |               |               | 2:00,28    | 37.        |
| Alex Mapelli-Mozzi | Műlesiklás       | kizárták      | kizárták      | nem ért célba  | nem ért célba | kiesett       | kiesett       | kiesett    | kiesett    |
| Alex Mapelli-Mozzi | Óriás-műlesiklás |               |               | kizárták       | kizárták      | kiesett       | kiesett       | kiesett    | kiesett    |
| Royston Varley     | Lesiklás         |               |               |                |               |               |               | 1:58,53    | 33.        |
| Royston Varley     | Műlesiklás       | nem ért célba | nem ért célba | 1:06,31        | 38.           | 1:01,54       | 24.           | 2:07,85    | 26.        |
| Royston Varley     | Óriás-műlesiklás |               |               | idő nem ismert | 41.           | nem ért célba | nem ért célba | kiesett    | kiesett    |

Női
| Versenyző        | Versenyszám      | 1. futam      | 1. futam      | 2. futam | 2. futam | Összesítés | Összesítés |
| Versenyző        | Versenyszám      | Idő           | Hely.         | Idő      | Hely.    | Idő        | Helyezés   |
| ---------------- | ---------------- | ------------- | ------------- | -------- | -------- | ---------- | ---------- |
| Carol Blackwood  | Lesiklás         |               |               |          |          | 1:44,61    | 38.        |
| Carol Blackwood  | Műlesiklás       | nem ért célba | nem ért célba | kiesett  | kiesett  | kiesett    | kiesett    |
| Carol Blackwood  | Óriás-műlesiklás |               |               |          |          | 1:43,96    | 35.        |
| Divina Galica    | Lesiklás         |               |               |          |          | 1:41,58    | 26.        |
| Divina Galica    | Műlesiklás       | 51,13         | 22.           | 49,37    | 13.      | 1:40,50    | 15.        |
| Divina Galica    | Óriás-műlesiklás |               |               |          |          | 1:32,72    | 7.         |
| Gina Hathorn     | Lesiklás         |               |               |          |          | 1:41,42    | 25.        |
| Gina Hathorn     | Műlesiklás       | 48,72         | 14.           | 47,46    | 8.       | 1:36,18    | 11.        |
| Gina Hathorn     | Óriás-műlesiklás |               |               |          |          | 1:33,57    | 14.        |
| Valentina Iliffe | Lesiklás         |               |               |          |          | 1:41,36    | 23.*       |
| Valentina Iliffe | Műlesiklás       | nem ért célba | nem ért célba | kiesett  | kiesett  | kiesett    | kiesett    |
| Valentina Iliffe | Óriás-műlesiklás |               |               |          |          | 1:36,68    | 26.        |

* - egy másik versenyzővel azonos eredményt ért el

## Biatlon
| Versenyző                                              | Versenyszám      | Lövőhiba | Időeredmény | Helyezés |
| ------------------------------------------------------ | ---------------- | -------- | ----------- | -------- |
| Malcolm Hirst                                          | 20 km egyéni     | 14       | 1:34:55,59  | 53.      |
| Alan Notley                                            | 20 km egyéni     | 7        | 1:28:48,72  | 43.      |
| Keith Oliver                                           | 20 km egyéni     | 3        | 1:20:40,31  | 11.      |
| Jeffrey Stevens                                        | 20 km egyéni     | 4        | 1:23:28,95  | 26.      |
| Malcolm Hirst Keith Oliver Jeffrey Stevens Alan Notley | 4 × 7,5 km váltó | 5        | 2:01:38,84  | 11.      |

## Bob
| Versenyző                                           | Versenyszám | 1. futam | 1. futam | 2. futam | 2. futam | 3. futam | 3. futam | 4. futam | 4. futam | Összesítés | Összesítés |
| Versenyző                                           | Versenyszám | Idő      | Hely.    | Idő      | Hely.    | Idő      | Hely.    | Idő      | Hely.    | Idő        | Helyezés   |
| --------------------------------------------------- | ----------- | -------- | -------- | -------- | -------- | -------- | -------- | -------- | -------- | ---------- | ---------- |
| John Evelyn Peter Clifford                          | Kettes      | 1:18,60  | 19.      | 1:17,23  | 15.*     | 1:15,80  | 19.      | 1:17,38  | 19.      | 5:09,01    | 20.        |
| John Hammond Michael Sweet                          | Kettes      | 1:18,09  | 15.      | 1:18,18  | 19.      | 1:15,71  | 18.      | 1:14,98  | 10.      | 5:06,96    | 17.        |
| John Evelyn Mike Freeman Gomer Lloyd Michael Sweet  | Négyes      | 1:12,83  | 16.      | 1:13,65  | 17.      | 1:12,55  | 15.      | 1:12,00  | 13.*     | 4:51,03    | 16.        |
| John Hammond Jackie Price Alan Jones Peter Clifford | Négyes      | 1:13,00  | 17.      | 1:12,49  | 12.*     | 1:12,72  | 16.      | 1:12,25  | 15.      | 4:50,46    | 15.        |

* - egy másik csapattal azonos eredményt ért el

## Gyorskorcsolya
Férfi
| Versenyző     | Versenyszám | Eredmény | Helyezés |
| ------------- | ----------- | -------- | -------- |
| John Blewitt  | 1500 m      | 2:18,96  | 37.      |
| John Blewitt  | 5000 m      | 8:16,75  | 26.      |
| John Blewitt  | 10 000 m    | 16:51,50 | 23.      |
| David Hampton | 500 m       | 42,59    | 24.      |
| David Hampton | 1500 m      | 2:14,60  | 29.      |
| David Hampton | 5000 m      | 8:07,85  | 22.      |
| David Hampton | 10 000 m    | 16:39,01 | 20.      |

## Műkorcsolya
| Versenyző                      | Versenyszám  | Kötelező elemek   | Kötelező elemek | Kűr               | Kűr   | Összesítés                     | Összesítés                     | Összesítés                     | Összesítés                     | Összesítés                     | Összesítés                     | Összesítés                     | Összesítés                     | Összesítés                     | Összesítés        | Összesítés        | Összesítés  | Összesítés | Összesítés |
| Versenyző                      | Versenyszám  | Kötelező elemek   | Kötelező elemek | Kűr               | Kűr   | Helyezési pontszámok bírónként | Helyezési pontszámok bírónként | Helyezési pontszámok bírónként | Helyezési pontszámok bírónként | Helyezési pontszámok bírónként | Helyezési pontszámok bírónként | Helyezési pontszámok bírónként | Helyezési pontszámok bírónként | Helyezési pontszámok bírónként | Több. hely. száma | Több. hely. össz. | Hely. össz. | Pont       | Helyezés   |
| Versenyző                      | Versenyszám  | Több. hely. száma | Hely.           | Több. hely. száma | Hely. | 1                              | 2                              | 3                              | 4                              | 5                              | 6                              | 7                              | 8                              | 9                              | Több. hely. száma | Több. hely. össz. | Hely. össz. | Pont       | Helyezés   |
| ------------------------------ | ------------ | ----------------- | --------------- | ----------------- | ----- | ------------------------------ | ------------------------------ | ------------------------------ | ------------------------------ | ------------------------------ | ------------------------------ | ------------------------------ | ------------------------------ | ------------------------------ | ----------------- | ----------------- | ----------- | ---------- | ---------- |
| Haig Oundjian                  | Férfi egyéni | 5×8+              | 9.              | 6×8+              | 7.    | 7,0                            | 7,0                            | 7,0                            | 6,0                            | 7,0                            | 7,0                            | 7,0                            | 9,0                            | 8,0                            | 7×7+              | 48,0              | 65,0        | 2538,8     | 7.         |
| John Curry                     | Férfi egyéni | 5×7+              | 8.              | 6×12+             | 12.   | 12,0                           | 10,0                           | 9,0                            | 11,0                           | 12,0                           | 9,0                            | 9,0                            | 5,0                            | 12,0                           | 7×11+             | 60,0              | 85,0        | 2512,2     | 10.        |
| Jean Scott                     | Női egyéni   | 6×9+              | 9.              | 5×11+             | 11.   | 13,0                           | 10,0                           | 11,0                           | 10,0                           | 10,0                           | 12,0                           | 12,0                           | 11,0                           | 12,0                           | 5×11+             | 52,0              | 101,0       | 2436,8     | 11.        |
| Linda Connolly Colin Taylforth | Páros        | 5×13+             | 14.             | 5×14+             | 14.   | 12,0                           | 15,0                           | 14,0                           | 15,0                           | 15,0                           | 14,0                           | 13,0                           | 13,0                           | 15,0                           | 5×14+             | 66,0              | 126,0       | 360,6      | 14.        |

## Sífutás
Férfi
| Versenyző        | Versenyszám | Eredmény   | Helyezés |
| ---------------- | ----------- | ---------- | -------- |
| Keith Oliver     | 30 km       | 1:54:10,60 | 54.      |
| Terence Palliser | 15 km       | 54:11,98   | 59.      |
| Terence Palliser | 30 km       | 1:54:39,41 | 55.      |
| Peter Strong     | 15 km       | 54:41,99   | 60.      |
| Harold Tobin     | 15 km       | 56:05,05   | 61.      |

Női
| Versenyző      | Versenyszám | Eredmény | Helyezés |
| -------------- | ----------- | -------- | -------- |
| Frances Lütken | 5 km        | 19:40,17 | 42.      |
| Frances Lütken | 10 km       | 40:02,73 | 39.      |

## Szánkó
| Versenyző                                  | Versenyszám | 1. futam | 1. futam | 2. futam | 2. futam | 3. futam | 3. futam | 4. futam | 4. futam | Összesítés | Összesítés |
| Versenyző                                  | Versenyszám | Idő      | Hely.    | Idő      | Hely.    | Idő      | Hely.    | Idő      | Hely.    | Idő        | Helyezés   |
| ------------------------------------------ | ----------- | -------- | -------- | -------- | -------- | -------- | -------- | -------- | -------- | ---------- | ---------- |
| Rupert Deen                                | Férfi egyes | 59,21    | 43.      | 59,65    | 44.      | 58,10    | 44.      | 58,58    | 43.      | 3:55,54    | 43.        |
| Richard Liversedge                         | Férfi egyes | 57,38    | 42.      | 57,08    | 43.      | 55,71    | 43.      | 56,32    | 42.      | 3:46,49    | 42.        |
| Jeremy Palmer-Tomkinson                    | Férfi egyes | 57,23    | 41.      | 55,59    | 38.      | 55,36    | 42.      | 55,43    | 41.      | 3:43,61    | 40.        |
| Jonnie Woodall                             | Férfi egyes | 55,11    | 29.      | 55,21    | 33.      | 54,78    | 38.      | 55,05    | 38.      | 3:40,15    | 34.        |
| Stephen Marsh Jonnie Woodall               | Kettes      | 46,77    | 18.      | 47,05    | 19.      |          |          |          |          | 1:33,82    | 19.        |
| Michel de Carvalho Jeremy Palmer-Tomkinson | Kettes      | 47,09    | 20.      | 47,50    | 20.      |          |          |          |          | 1:34,59    | 20.        |